# Joseph Butler
Joseph Butler (ur. 18 maja 1692, zm. 16 czerwca 1752) – angielski biskup, teolog, apologeta i filozof.
Urodził się w Wantage, w angielskim hrabstwie Berkshire (obecnie Oxfordshire). Jest szczególnie znany ze swej krytyki Thomasa Hobbesa i Johna Locke. Pisma Butlera były inspiracją dla wielu filozofów w tym: Davida Hume'a, Thomasa Reida i Adama Smitha.